# Análise SWOT
Análise SWOT ou Análise FOFA (Forças, Oportunidades, Fraquezas e Ameaças em português) é uma técnica de planejamento estratégico utilizada para auxiliar pessoas ou organizações a identificar forças, fraquezas, oportunidades, e ameaças relacionadas à competição em negócios ou planejamento de projetos. Destina-se a especificar os objetivos de riscos do negócio ou projeto, e identificar os fatores internos e externos que são favoráveis e desfavoráveis para alcançar esses objetivos. Usuários da análise SWOT frequentemente perguntam e respondem questões para gerar informações significativas para cada categoria, de maneira a tornar a ferramenta útil e identificar sua vantagem competitiva. SWOT tem sido descrita como uma ferramenta de tentativa-e-erro de planejamento estratégico, mas também tem sido criticada por suas limitações (ver Limitações).
A análise SWOT é uma ferramenta utilizada para realizar análise de cenários (ou ambientes), como base para gestão e planejamento estratégico de uma corporação ou empresa; devido a sua simplicidade, também pode ser utilizada para qualquer tipo de análise de cenário, desde a criação de um blog à gestão de uma multinacional.
A Análise SWOT é um sistema simples para posicionar ou verificar a posição estratégica da empresa no ambiente em questão. De acordo com Chiavenato o objetivo da matriz é cruzar oportunidades e ameaças dentro do ambiente externo das organizações e ter uma analise de pontos fortes e fracos. É utilizado como um indicador para demonstrar a situação organizacional e assim desenvolver ações de melhorias.
O termo SWOT é uma sigla oriunda do idioma inglês, e é um acrônimo de Forças (Strengths), Fraquezas (Weaknesses), Oportunidades (Opportunities) e Ameaças (Threats).

## Objetivos e vantagens da análise SWOT

### Objetivos
- Efetuar uma síntese das análises internas e externas;
- Identificar elementos-chave para a gestão da empresa, o que implica estabelecer prioridades de atuação;
- Preparar opções estratégicas: riscos/problemas a resolver;
- É ele quem faz o diagnóstico da empresa. Fortalece os pontos positivos, indica quais os pontos devem melhorar, mostra as chances de crescimento, aumentando as oportunidades e deixa em alerta diante de riscos.

### Vantagens/Oportunidades
- Realizar previsão de vendas em articulação com as condições de mercado e capacidades da empresa no geral.

## Aplicação prática

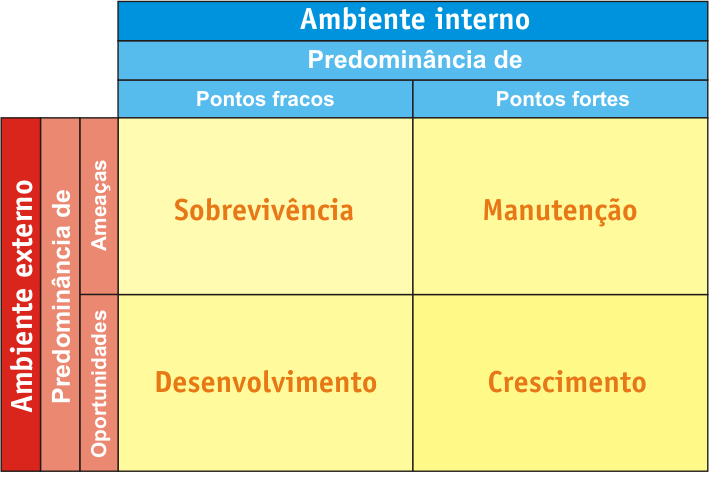
Tipos de estratégias para cada combinação de fatores da SWOT

Estas análises de cenário se dividem em:
Ambiente interno (Forças e Fraquezas) – Integração dos Processos,
Padronização dos Processos,
Eliminação de redundância,
Foco na atividade principal
Ambiente externo (Oportunidades e Ameaças) – Confiabilidade e Confiança nos dados,
Informação imediata de apoio à Gestão e Decisão estratégica,
Redução de erros.
As forças e fraquezas são determinadas pela situação atual da empresa e relacionam-se, quase sempre, a fatores internos. Estas são particularmente importantes para que a empresa rentabilize o que tem de positivo e reduza, através da aplicação de um plano de melhoria, os seus pontos fracos. Já as oportunidades e ameaças são antecipações do futuro e estão relacionadas a fatores externos, que permitem a identificação de aspectos que podem constituir constrangimentos (ameaças) à implementação de determinadas estratégias, e de outros que podem constituir-se como apoios (oportunidades) para alcançar os objetivos delineados para a organização.
Ambiente Interno
Strengths – Vantagens internas da empresa em relação às empresas concorrentes.
Weaknesses – Desvantagens internas da empresa em relação às empresas concorrentes.
Ambiente Externo
Opportunities – Aspectos positivos da envolvente com potencial de fazer crescer a vantagem competitiva da empresa.
Threats – Aspectos negativos da envolvente com potencial de comprometer a vantagem competitiva da empresa.
O ambiente interno pode ser controlado pelos dirigentes da empresa que não é muito difícil de ser entendido, uma vez que ele é resultado das estratégias de atuação definidas pelos próprios membros da organização. Desta forma, durante a análise, quando for percebido um ponto forte, ele deve ser ressaltado ao máximo; e quando for percebido um ponto fraco, a organização deve agir para controlá-lo ou, pelo menos, minimizar seu efeito.
Já o ambiente externo está totalmente fora do controle da organização. Mas, apesar de não poder controlá-lo, a empresa deve conhecê-lo e monitorá-lo com frequência de forma a aproveitar as oportunidades e evitar as ameaças. Evitar ameaças nem sempre é possível, no entanto, pode-se fazer um planejamento para enfrentá-las, minimizando seus efeitos.
A combinação destes dois ambientes, interno e externo, e das suas variáveis, Forças e Fraquezas; Oportunidades e Ameaças, irá facilitar a análise e a procura para tomada de decisões na definição das estratégias de negócios da empresa.
Forças e Oportunidades – Tirar o máximo partido dos pontos fortes para aproveitar ao máximo as oportunidades detectadas.
Forças e Ameaças – Tirar o máximo partido dos pontos fortes para minimizar os efeitos das ameaças detectadas.
Fraquezas e Oportunidades – Desenvolver estratégias que minimizem os efeitos negativos dos pontos fracos e que em simultâneo aproveitem as oportunidades detectadas.
Fraquezas e Ameaças – As estratégias a adotar devem minimizar ou ultrapassar os pontos fracos e, tanto quanto possível, fazer face às ameaças.
Como podemos verificar a matriz SWOT ajuda a empresa na tomada de decisão ao nível de poder maximizar as oportunidades do ambiente em torno dos pontos fortes da empresa e minimizar os pontos fracos e redução dos efeitos dos pontos fracos das ameaças.
Devendo esta análise ser complementada com um quadro que ajude a identificar qual o impacto (elevado, médio e fraco) que os fatores podem ter no negócio e qual a tendência (melhorar, manter e piorar) futura que estes fatores têm no negócio.
[carece de fontes?]
A aplicação da Análise SWOT num processo de planejamento pode representar um impulso para a mudança cultural da organização.
A análise pode ser feita tanto em grandes empresas como em pequenas. Ela também deve ser feita periodicamente, isto é, após sua primeira realização e execução do planejamento inicial, ela deve ser feita novamente, para que se possa analisar as novas forças, oportunidades, fraquezas e ameaças do novo período.
Essa análise é uma ótima ferramenta que pode ampliar o conhecimento sobre sua empresa e tudo que gira em torno dela, para assim, entender como melhorar e quais investimentos no crescimento podem ser feitos.

## Limitações
A análise SWOT destina-se como ponto de partida para discussões e não pode, por si só, mostrar a gestores como alcançar uma vantagem competitiva. Como a análise SWOT é uma espécie de "imagem instantânea" da organização em um momento particular no tempo, a análise pode obscurecer o fato de que ambos os ambientes, interno e externo, mudam rapidamente.
Algumas descobertas de Menon et al. (1999) e Hill e Westbrook (1997) sugerem que, pelo contrário, SWOT pode prejudicar o desempenho e que "posteriormente ninguém utiliza os dados de saída nos estágios finais da estratégia".
Adam Koch (2000) critica o mau uso da análise SWOT como uma técnica que pode ser rapidamente desenvolvida sem reflexão crítica, o que pode levar a deturpações das forças, fraquezas, oportunidades e ameaças dentro da organização e em seus arredores. Se há a preocupação exacerbada em torno de um ponto forte como, por exemplo, controle de custos, então seu contraponto fraco corre o risco de ser negligenciado como o controle de qualidade do produto.
Outra limitação inclui o desenvolvimento da análise SWOT simplesmente para defender metas e objetivos previamente decididos. O mau uso leva a limitações no debate de novas possibilidades e a real identificação de barreiras; ademais, posiciona os interesses da organização acima do bem-estar de seu pessoal. Uma análise SWOT idealmente deveria ser desenvolvida de maneira colaborativa, com diversidade de contribuições.
Michael Porter desenvolveu a Estrutura das Cinco Forças como reação à análise SWOT, a qual considerou deficiente no rigor e específica para determinados casos (ad hoc).